# Globo Esporte
Globo Esporte é um telejornal esportivo apresentado pela TV Globo desde 14 de agosto de 1978. Também possui o portal online ge, em que são publicados materiais jornalísticos diariamente, abrangendo diversos tipos de esportes e modalidades, com foco em especial ao futebol.

## História
Estreou em 14 de agosto de 1978, no lugar do Copa Brasil, ampliando assim o espaço para falar das notícias de todas as modalidades esportivas, sem descuidar do futebol. O apresentador da estreia foi Léo Batista. Desde então, nomes de peso e respeito do Jornalismo Esportivo, assim como Léo, comandaram o programa, entre eles: Fernando Vanucci, Galvão Bueno, Cléber Machado, Isabela Scalabrini, Fernando Sasso, Natan Oliveira, Maurício Torres, Paulo Brito, Sérgio Ewerthon, Oliveira Andrade, Debora Meneses, Mylena Ciribelli, Tino Marcos, Glenda Kozlowski, Alexandre Bacci, entre outros. De 2008 a 2010, a edição nacional do programa foi apresentada por Glenda Kozlowski. Posteriormente, foi apresentada por Cristiane Dias.
Desde o fim de 2010, a Globo vinha exibindo, eventualmente, uma edição somente para a região metropolitana do Rio de Janeiro. A partir de 3 de janeiro de 2011, os fluminenses ganharam de vez essa edição exclusiva onde exibiu o primeiro conteúdo em alta definição (HD) de sua história. Nos Estados de São Paulo e Minas Gerais, também há edições próprias, exibidas somente nesses estados pelas respectivas filiais. Esse esquema voltou a ser utilizado no ano de 2009, após o ano de 2008 o jornal ter sido apresentado em rede para todo o país. Nas semanas que antecederam a Copa do Mundo FIFA 2010, uma parte do Globo Esporte do Rio de Janeiro passou a ser exibido também para São Paulo e Minas Gerais, restando apenas o primeiro bloco local.
Em 25 de agosto de 2019, o programa ganhou novo cenário nas edições do RJ, SP, DF e PE seguindo os moldes do cenário que havia estreado em 5 de agosto do mesmo ano na Globo Minas.
Em março de 2020, Victor Andrade deixou a edição local de Goiás para ir para a Globo Nordeste. Assumiu Karla Izumi, então eventual.
Em 6 de abril de 2023, foi anunciado que o GE teria edições locais próprias no interior de SP, geradas pela EPTV, a partir do dia 17, deixando de exibir assim a edição estadual do esportivo. As edições são atualmente comandadas por Bruna Ficagna (EPTV Campinas), Geraldo Neto (EPTV Ribeirão) e Pedro Guilherme (EPTV Central).
No dia 4 de março de 2024, a TV Cabo Branco, afiliada da Globo em João Pessoa, na Paraíba, anunciou novidades no Globo Esporte local. O programa passou a ser feito na íntegra e apresentado por Danilo Alves, que substituiu Kako Marques.